# Sviňomazský hrádek
Sviňomazský hrádek (též pouze Hrádek) je zaniklý hrad jeden kilometr severovýchodně od vesnice Sviňomazy v okrese Tachov. Nachází se na okraji planiny na pravé straně údolí Úterského potoka v nadmořské výšce asi 400 m. Dochovaly se z něj terénní pozůstatky opevnění.

## Historie
Hrad byl postaven v průběhu 14. století. Prvním známým majitelem byl Sulek zmiňovaný v roce 1360. Jeho rodu potom hrad patřil až do svého zániku po roce 1473, kdy patřil Linhartovi z Hrádku, který však sídlil v Erpužicích. Když roku 1520 prodával Jan z Hrádku svou ves Mydlovary, uvádí se Hrádek jako pustý zámek.

## Stavební podoba
Dvoudílný hrad byl postaven na okraji planiny. Z jižní strany ho chránil prudký svah údolí, ale na dlouhé severní straně musel být vyhlouben široký příkop a před ním postaven val. Obdélné předhradí chránil na jižní a západní straně další val a přístupová cesta do něj vstupovala v severozápadním nároží. Z jeho zástavby se dochovaly jen terénní relikty dřevěných staveb a prohlubeň po sklepu nebo cisterně. Malé hradní jádro oddělené od předhradí příkopem bylo na západě. Stála v něm jediná čtverhranná věž (pravděpodobně donjon) s přístavkem, jehož část odkryl amatérský výkop.

## Přístup
Ke zbytkům hradu nevede žádná značená cesta. Severně od něj však vede úzká lesní silnice, na které jsou vyznačeny cyklotrasy č. 2214 a 2215. Z ostré zatáčky na této silnici vybíhá přibližně směrem ke hradu lesní cesta.